# Iván Ramón Martínez Bacigalupe (boxeador)
Iván Ramón Martínez Bacigalupe (Leganés, Comunidad de Madrid, 10 de septiembre de 1973), conocido como Iván "El Fénix" Martínez, es un exboxeador profesional español que compitió en la categoría de peso superwelter. Su carrera profesional se extendió desde 1999 hasta 2014, con un récord de 35 combates, de los cuales ganó 30 (24 por KO) y perdió 5 (web Boxrec ).
Tras su retiro del boxeo, Iván se ha dedicado a la formación de nuevos talentos como entrenador personal.

## Carrera profesional
Iván Martínez debutó como boxeador profesional el 21 de agosto de 1999, en Fernán Caballero, Castilla-La Mancha, venciendo por KO al moldavo Vadim Gabrielyan. A lo largo de su carrera, acumuló 30 victorias, 24 de ellas por la vía rápida.
Entre sus logros más destacados se encuentran la conquista del título intercontinental TWBA del peso superwelter en abril de 2005, tras derrotar al rumano Robert Cristea, y el título de campeón Mundial WBU del peso superwelter en mayo de 2014 en Eslovaquia derrotando por KO Técnico a Vasile Dragomir. En la misma categoría también consiguió los títulos de campeón del Mundo Hispano y Campeón Latino WBC.
Su último combate profesional tuvo lugar el 14 de septiembre de 2014, frente al tailandés Athit Praditphon.

## Récord profesional
| Total | Victorias | Por KO | Derrotas | Empates | Sin decisión |
| ----- | --------- | ------ | -------- | ------- | ------------ |
| 35    | 30        | 24     | 5        | 0       | 0            |